# Francesco Garsia
Francesco Garsia (Palermo, 1590 – Paternò, 1670) was een Italiaans toneelschrijver en dichter in het Spaanse vicekoninkrijk Sicilië, een eiland dat deel uitmaakte van het Spaanse Rijk. Daarnaast bekleedde hij het ambt van rechter in Paternò.

## Levensloop

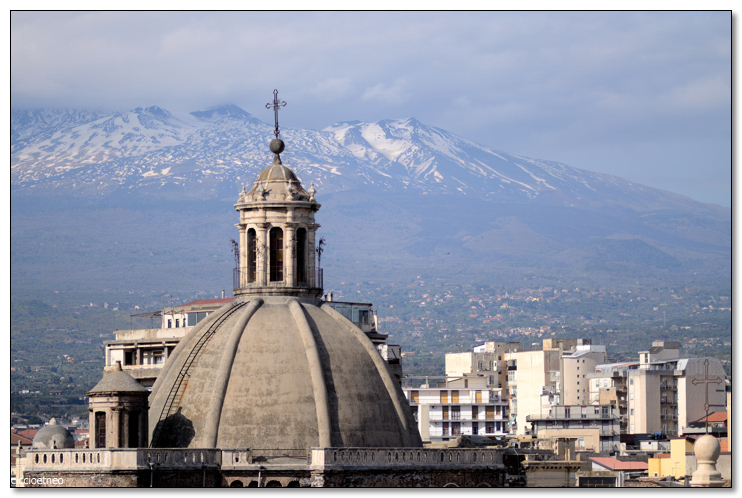
Paternò, aan de voet van de Etna

Garsia werd vermoedelijk geboren in Palermo, hoofdstad van Sicilië. De bronnen spreken elkaar tegen: ofwel was hij ofwel was zijn vader geboortig in Palermo. Hij studeerde canoniek recht en burgerlijk recht aan de universiteit van Catania. Hij had het diploma jurist utriusque juris of in de beide rechten. De Spaanse overheid benoemde hem tot rechter in Paternò, waar hij zijn leven lang zetelde. Garsia behoorde tot de kring van de invloedrijke en gelijknamige familie Paternò.

## Werken
Garsia was literair bedrijvig. Hij was ingeschreven in vier academies op Sicilië: Riaccesi in Palermo, Clari in Catania, Intrepidi in Acireale en Rinnovati in Paternò. Hij was in contact met andere schrijvers op Sicilië zoals Francesco Lanario (1588-1624), Ortensio Scammacca (1562-1648) en diens leerling Tommaso Aversa (1623-1663). Garsia schreef niet alleen in het Siciliaans, maar ook in Toscaans, Castiliaans en Neolatijn.
De gedichten van Garsia behandelden liefdesonderwerpen, zoals de epithalamia voor adellijke bruiden (elf liederen) of katholieke thema’s waarbij de Contrareformatie leidraad was (eenentwintig liederen). Al deze gedichten waren in het Siciliaans. Een verloren gegaan gedicht En Quatro Cantos was evenwel in het Castiliaans geschreven. 
Garsia schreef daarnaast drama’s met religieuze inslag voor de theaters op Sicilië. Het ging om heiligenlevens van bijvoorbeeld Agatha van Catania. Deze theaterstukken werden dan in Catania opgevoerd tijdens het patroonsfeest van de stad.
Ander proza van zijn hand was onder meer La pira austriaca nella morte del Serenissimo Infante D. Baldassare principe della Spagna, Il tempio di Cerere Catanea, i Vaticini di Simeto voor de plechtige ontvangst van aartsbisschop Camillo Astalli in Catania, alsook Il viaggio di Mongibello die hij alle ter perse bracht. De eerste drie waren in het Toscaans, de laatste in het Castiliaans opgesteld.
Niet al zijn werken zijn gepubliceerd. Sommige bleven in manuscriptvorm. Dit was het geval met San Vincenzo Martire, een religieuze tragedie over het leven van deze martelaar.